# São Lucas (São Paulo)
São Lucas est un district situé dans la zone est de la ville de São Paulo, au Brésil. Le quartier a été dissocié du quartier de Vila Prudente en 1991, lorsqu'il y a eu un changement majeur dans les subdivisions de la municipalité.
Quartiers de São Lucas : Jardim Silveira (partie) ; Vila Charlote ; Vila Rosa ; Vila Raquel ; Vila Ivone ; Vila Margarida ; Jardim Sofia ; Vila Florinda ; Vila Ema ; Vila Santo Antônio; Vila Angelina; Vila Norma ; Jardin Theália ; Vila Amadeu ; Vila São Domingos ; Vila Carmem ; Parque Tomás Saraiva ; Jardim Independência ; Jardim Tereza ; Vila Darli ; Jardim Central ; Jardin Otília ; Vila Mercedes ; Vila Mirtes ; Jardim São Lourenço ; Jardim Dias ; Vila Paulo Silas; Vila Santa Virgínia ; Vila Moça ; Vila Central ; Vila Divina Pastora ; Parque São Lucas ; Sítio Pinheirinho ; Vila Anadir ; Cidade Continental ; Jardim Guairacá ; Vila Heloísa ; Jardim Redenção ; Vila Cleonice ; Vila Moderna ; Vila Arlinda ; Vila Nova Pauliceia ; Parque Residencial Oratório ; Vila Merly ; Vila Nair ; Vila Ivg ; Villa Lavínia ; Vila Ana Clara ; Vila Else ; Vila Miami ; Vila Rosicler ; Jardim Panorama ; Vila Industrial ; Vila São Nicolau ; Vila Mendes ; Vila Cunha Bueno ; Vila Iguaçu ; Vila Nova Utinga ; Parque Pereira.

## Histoire
Parque São Lucas n'avait pas une grande population jusqu'au milieu du XXe siècle, par rapport à la municipalité de São Caetano do Sul et au quartier de Vila Prudente, car ses zones humides n'étaient pas très adaptées au logement et à l'agriculture. À partir des années 1930, il y a eu une inversion de ces inondations avec la canalisation d'un ruisseau qui se trouve aujourd'hui sous l'avenue Professor Luiz Ignácio de Anhaia Mello, et avec l'intense immigration et migration vers São Paulo, la région de Parque São Lucas pour être un emplacement dortoir, recevant une population venant principalement du sud de Minas Gerais et de l'intérieur de l'État de São Paulo qui est venue dans la capitale pour travailler dans les industries de la famille Matarazzo dans la plaine de la rivière Tamanduateí (Mooca, Vila Prudente, Ipiranga et la région ABC Paulista).
Avant cela, les terres peu explorées de São Lucas appartenaient aux frères Antônio, Luís et Domingo de Luccas. Saint Luc, le saint patron de sa famille, est venu nommer ces terres.
L'Allemand Francisco Fett est arrivé au Brésil après la Seconde Guerre mondiale et, avec le capital qu'il avait mis de côté, a acheté un terrain dans la région du Parque São Lucas. Ainsi commença l'attribution des terres.
Le prêtre italien Aldo Giuseppe Maschi (1920-1999) est arrivé au Parque São Lucas par hasard, car il avait été envoyé en mission dans une autre région de São Paulo, mais il a été enchanté par la population locale et a décidé de rester dans le quartier, où se trouvait une petite chapelle (Chapelle Santo Antônio). Le père Aldo fit construire à la place de cette chapelle une grande paroisse (Paroisse São Filipe Neri) en l'honneur de Saint Philippe Néri, fondateur de la Congrégation de l'Oratoire. Il a ensuite fondé, à côté de la paroisse, l'oratoire de São Filipe Neri de Parque São Lucas. Aujourd'hui, cette congrégation est composée de 4 prêtres, 3 frères, 2 novices et 2 postulants, mais elle a aussi élargi sa fondation en apportant au quartier un couvent féminin, les Sœurs auxiliatrices de l'Oratoire, qui compte déjà 6 sœurs. Ces sœurs tiennent une boulangerie qui aide à soutenir les vocations oratoriennes.
Le quartier de São Lucas a une forte prédominance d'immigrants italiens et juifs qui se sont installés dans la région.
Chaque année, la paroisse de São Filipe Néri organise la fête traditionnelle en l'honneur de Saint Philippe Néri pendant les week-ends de mai. En janvier, l'anniversaire du Parque São Lucas est célébré.
La Journée de São Lucas est célébrée le 20 janvier, conformément à la loi municipale 14 485 du 19 juillet 2007. Auparavant, la Journée de Parque São Lucas était célébrée le 16 mai, conformément à la loi municipale 11.758/1995, mais cette loi a été abrogée.
Parque São Lucas est très recherché par les habitants des quartiers voisins, tels que Vila Prudente, Vila Alpina, Vila Zelina et Jardim Avelino, car il possède un célèbre centre commercial à la périphérie de l'avenue São Lucas et de l'avenue do Oratório, avec une variété de commerces, bureaux et entreprises, desservant plusieurs quartiers de la ville. L'administration publique régionale est responsable de la sous-préfecture de Vila Prudente.

## Accès
Sa zone entoure les routes : Avenue do Oratório, Avenue Professor Luís Inácio de Anhaia Melo et Rue Costa Barros.
Le quartier est desservi par les stations Oratório, São Lucas, Camilo Haddad et Vila Tolstói (cette dernière à la frontière avec Sapopemba) de la ligne 15 - Argent du métro de São Paulo, qui est en construction et reliera la station de métro Vila Prudente à Cidade Tiradentes, via une route surélevée, et devrait être pleinement opérationnel d'ici la fin de 2019.
Le terrain de 180 000 m² situé sur l'avenue do Oratório, où se trouvait une usine de la société Coats Corrente (Linhas Corrente), a été exproprié par la mairie de São Paulo, qui a alloué 90 000 m² à la construction de la gare de manœuvre du monorail et 85 mille m² pour le Sécretariat du Vert et de l'Environnement, qui réalisera le Parc municipal São Lucas.

## Attractions
- Église São Felipe Neri
- Bibliothèque Aureliano Leite
- Mémorial du père Aldo Giuseppe Maschi
- École de samba Unidos de São Lucas
- Centre commercial de l'avenue São Lucas
- Fête de Saint Philippe Néri les week-ends de mai
- Anniversaire de Parque São Lucas le 20 janvier

## Sources
- Histoire de la sous-préfecture de Vila Prudente